# Schubert in Love
Pour les articles homonymes, voir Schubert (homonymie).
Pour plus de détails, voir Fiche technique et Distribution.
Schubert in Love est une comédie allemande réalisée par Lars Büchel (de) en 2016. Le film expose la pauvreté de la vie affective d'Olaf Schubert, personnage fictionnel fantasque joué par l’animateur de radio et de cabaret Michael Haubold, immuablement habillé de son célèbre tricot jaune à carreaux sans manches.

## Synopsis
Olaf Schubert est un quadragénaire célibataire plein de projets, mais il n’a aucun temps à consacrer à l’amour d’une femme. Olaf étant le dernier descendant de la célèbre famille Schubert, son père, le professeur Schubert, désespère de voir son fils devenir père d’un garçon qui sauverait la lignée des Schubert, en voie d’extinction. Pour satisfaire son père, Olaf se lance tout de même tardivement dans la recherche d’une femme par l’intermédiaire d'une agence matrimoniale, et obtient quelques rendez-vous avec des candidates improbables, trop âgées pour enfanter, trop punk, ou aussitôt effrayées et mises en fuite par son égocentrisme et son arrogance. Enfin se présente Pamela, une laborantine réservée, véritable compagne potentielle crédible. Quand il décroche une promesse de nuit d’amour avec elle, il passe deux coups de téléphone à son père, l’un juste avant l’amour pour le lui annoncer, et l’autre juste après l’amour pour lui assurer que Pamela est enceinte. Mais le vœu illusoire d’Olaf n’est pas aussi automatique qu’il le souhaiterait.

## Fiche technique
- Titre : Schubert in Love
- Titre original : Schubert in Love: Vater werden ist (nicht) schwer (Schubert in Love : Devenir père est (n’est pas) difficile)
- Langue : allemand
- Réalisation : Lars Büchel (de)
- Scénario : Olaf Schubert, Stephan Ludwig, Lars Büchel (de)
- Producteurs : Lars Büchel, Bernd T. Hoefflin, Ulf Israel (de), Wolfgang Stürzl
- Sociétés de Production : Senator Film Produktion, Element e Filmproduktion, MDR, ARD Degeto Film
- Distribution : Wild Bunch, EuroVideo
- Musique : Max Berghaus (de)
- Pays :  Allemagne
- Photographie : Jana Marsik (de)
- Genre : comédie
- Durée : 94 minutes
- Dates de sortie : décembre 2016

## Distribution
- Olaf Schubert : Olaf Schubert
- Mario Adorf, professeur Schubert, le père d’Olaf
- Marie Leuenberger : Pamela, laborantine, petite amie d’Olaf
- Martina Hill : Mandy Hausten
- Imke Büchel (de) : Heidrun
- Jane Chirwa (de) : l’Afro-Européenne attractive
- Natalie Hanslik (de) : l’infirmière de nuit
- Ramona Kunze-Libnow (de)
- Hildegard Schroedter (de) : Frau Seibt
- Michael Specht (de) : Herr Kaul
- Susann Uplegger (de) : l’entraîneuse de handball
- Frieder Venus (de) : le présentateur de télévision
- Luise Wolfram : Sabine
- Jochen Barkas : Jochen
- Bert Stephan : monsieur Stephan
- Katrin Hansmeier : Jana, la policière
- Klaus Weichelt
- Sabine Werner : Berts Frau